# Wolfgang Rieck (Musiker)

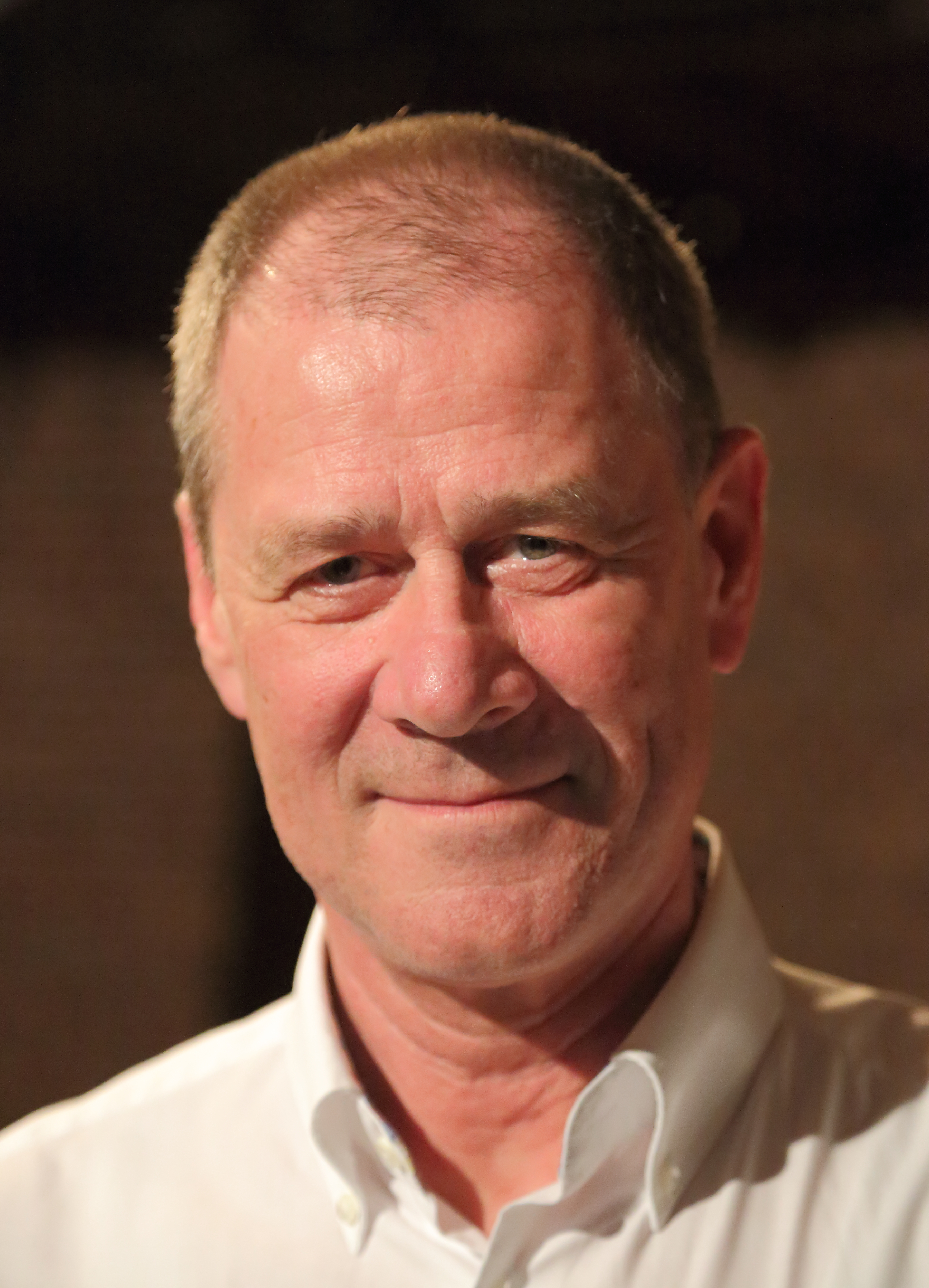
Wolfgang Rieck (2015)

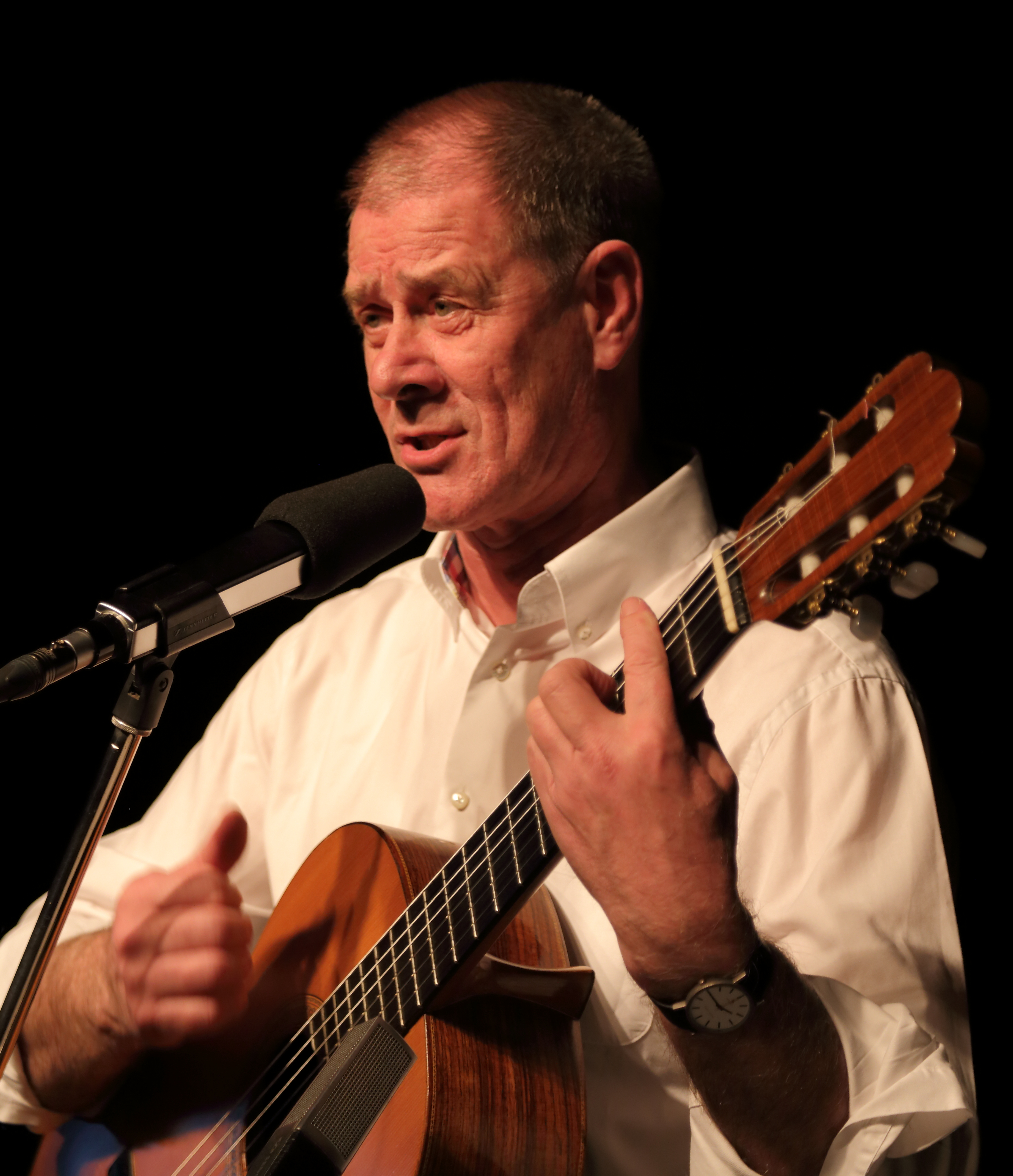
Wolfgang Rieck 2015 bei einem Auftritt im Kulturspeicher Dörenthe

Wolfgang „Hein“ Rieck (* 30. März 1953 in Rostock) ist ein deutscher Lyriker, Sänger und Liedermacher.

## Leben
Wolfgang Rieck ist seit 1970 musikalisch aktiv. 1969 bis 1971 fuhr er als Vollmatrose auf Handelsschiffen der DDR. Anschließend studierte er Elektrotechnik an der Universität Rostock. Er war Mitglied des Rostocker Singeklubs KuBa, wo er Joachim Piatkowski kennenlernte. 1975 begann er am Konservatorium Rostock, einer Vorgängereinrichtung der Hochschule für Musik und Theater Rostock, eine Ausbildung in Gesang und ab 1976 bei Friedhelm Steltner (* 1930) in klassischer Gitarre, die er 1985 abschloss.
Von 1975 bis 1993 trat er zusammen mit Joachim Piatkowski als Duo Piatkowski & Rieck auf, das nach einer Anregung des Dramaturgen des Volkstheaters Rostock Hans-Joachim Theil insbesondere Lieder in niederdeutscher Sprache vortrug. Zunächst waren das vorrangig traditionelle Lieder, aber schon bald eigene Vertonungen von Texten der Rostockerin Lisa Milbret und von Texten niederdeutscher Lyrik. Mit Plattdeutsche Lieder und Utkiek erschienen zwei Amiga-Alben. 1991 erschien die CD Old Meklenburg for Ever. Piatkowski entschied sich bald darauf, seine Musikerkarriere aufzugeben und als frei praktizierender Arzt zu arbeiten.
Rieck schloss sich 1992 dem Musikertrio Liederjan an, wo er Edzard Wagenaar ersetzte und neben den langjährigen Mitgliedern Jörg Ermisch und Anselm Noffke der „vierte Dritte“ war. Bis 2001 blieb er bei dieser Band.
Seitdem tritt Wolfgang Rieck meist allein auf und veranstaltet darüber hinaus Seminare. Seine Konzerte umfassen hochdeutsche und plattdeutsche Lieder, die er teilweise selbst schreibt und teilweise von anderen Autoren stammen. Er bietet auch mehrere Kinderprogramme, darunter „Die Maus im Fernrohr“ mit „wahren Geschichten, Liedern und Lügenmärchen von der Seefahrt“. Ferner singt er traditionelle Weihnachtslieder, Interpretationen von Ernst Barlach aus der Weihnachts- und Winterszeit sowie eigene Texte zu dieser Thematik.
Im Dezember 2003 kam seine Solo-CD Alles muss sich wandeln mit 19 Gastmusikern heraus.
2003 gab Rieck gemeinsame Konzerte mit dem ehemaligen Wacholder-Mitglied Jörg Kokott (Programm mit Liebesliedern „Kein Weg zu weit“). Mit der Berliner Musikerin Heike Kellermann stellte er Vertonungen von Gedichten Theodor Kramers vor („Rote Tropfen streut der Mohn“) und brachte mit ihr auch eine CD heraus (22 Gedichte von Theodor Kramer: Was solln wir noch beginnen). Mit Heike Kellermann gibt Rieck gelegentlich Konzerte.
Für den Hinstorff Verlag Rostock arbeitete Rieck mit an einem Hörbuch nach einer niederdeutschen Novelle von John Brinckman, Mottche Spinkus un de Pelz, die im jüdischen Milieu Güstrows in der Mitte des 19. Jahrhunderts angesiedelt ist. 2016 erschien sein Album Der singende Mann. Für den darauf enthaltenen Titel Vergessene Helden erhielt er den Liederpreis 2017.
Rieck spielt Gitarre, Banjo, Flöten, Mundharmonika, Mandoline und Konzertina.

## Auszeichnungen
- 1979 (mit Joachim Piatkowski) und 1983 (mit dem „Liederzirkus“) Hauptpreise bei den DDR-Chansontagen in Frankfurt/Oder
- 1985 Kulturpreis der Stadt Rostock (mit Joachim Piatkowski)
- 1986 Kulturpreis der Stadt Bad Bevensen (mit Joachim Piatkowski)
- 1988 Kulturpreis des Bezirkes Rostock (mit Joachim Piatkowski)
- 2003: Liederbestenliste für Alles muss sich wandeln
- 2017: Liederpreis 2017 für Vergessene Helden
- 2020: Johannes-Gillhoff-Preis[7]

## Diskografie

### Solo-CD
- Mottche Spinkus un de Pelz. Novellistisches Kabinettstück des plattdeutschen Dichters John Brinckman – eine Geschichte aus dem jüdischen Milieu der Stadt Güstrow (Hörbuch)
- Peter Lurenz bi Abukir. Ein Rostocker Aufschneider schreibt Weltgeschichte (Hörbuch)
- Alles muss sich wandeln – 16 Lieder aus eigener Feder sowie vertonte Lyrik verschiedener Dichter (2003)
- Der singende Mann (2017)

### CD mit Heike Kellermann
- Was solln wir noch beginnen – 22 Lieder in Vertonungen von Heike Kellermann und Wolfgang Rieck nach Texten von Theodor Kramer (2006)

### Kinder-CD
- Die Maus im Fernrohr – Lieder und Lügenmärchen von der Seefahrt (2002)
- Adele-Ukulele – oder warum mit Musik alles besser geht (2007)
- Wir können alles werden (2014)

### Duo Piatkowski & Rieck
- LP Plattdeutsche Lieder – traditionelle und eigene Lieder aus dem norddeutschen Sprachraum (1983)
- LP Utkiek – eigene plattdeutsche Lieder in aufwändigen, kunstvollen Arrangements (1987)
- CD Old Meklenborg for ever – 18 neue plattdeutsche Lieder, modern arrangiert, aus eigener Feder und von anderen Textautoren (1991)

### DVD
- Lebens-Töne – ein professionell produzierter Film über den Sänger und Liedermacher Wolfgang Rieck